# General Kyd ex Leo Stern Stradivarius
De General Kyd ex Leo Stern Stradivarius is een violoncello gebouwd door Antonio Stradivarius in het jaar 1684.
Het instrument kent een aparte recente geschiedenis. Op 27 april 2004 werd de cello gestolen uit het huis van de eerste cellist van het Los Angeles Philharmonic Orchestra, Peter Stumpf. De cello werd in de zilverkleurige koffer door een familie in een vuilniswagen naast het huis teruggevonden. De man des huizes - niet wetend wat voor een bedrag hij in handen had - had het plan om er een cd-rek van te maken, hij wist immers niet wat hij met de cello aan moest. Nadat hij op het nieuws de berichtgeving van de diefstal had gezien bracht hij de cello min of meer terug bij de rechtmatige eigenaar.
Het bleek maar weer dat een strijkinstrument uitermate onhandig gestolen goed is. Het instrument zal alleen door kenners op de juiste waarde kunnen worden geschat, een dure verkoop van een instrument valt op en de koper zal over het algemeen ook een kenner moeten zijn.
Tegenwoordig is de Stradivarius in het bezit van het Los Angeles Philharmonic Orchestra en wordt bespeeld door Robert deMaine.